# Bronisław Praszałowicz
Bronisław Jakub Praszałowicz (ur. 17 lipca 1884 w Dolinie, zm. 15 maja 1971) – kapitan piechoty Wojska Polskiego, inspektor Policji Państwowej.

## Życiorys

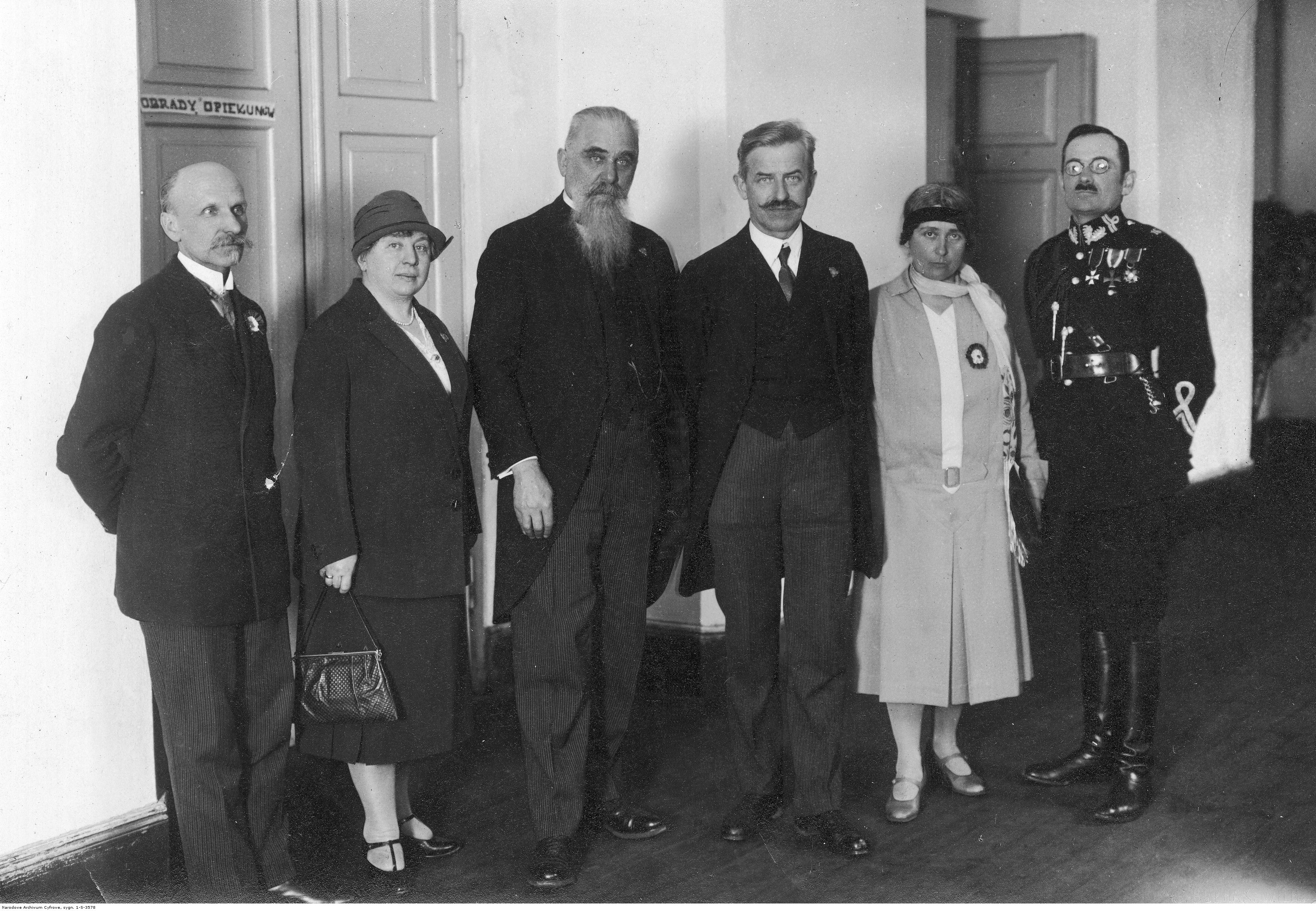
Bronisław Praszałowicz (pierwszy z prawej) podczas zebrania zarządu wileńskiego oddziału Polskiego Towarzystwa Krajoznawczego (1928)

Bronisław Praszałowicz urodził się 17 lipca 1884 w Dolinie na obszarze Galicji, w rodzinie Franciszka (poborcy podatkowego) i Eweliny.
W 1904 zdał egzamin dojrzałości w C. K. Gimnazjum Męskim w Sanoku (w jego klasie byli m.in. Zdzisław Adamczyk, Stanisław Charzewski, Witold Fusek, Bolesław Mozołowski, Kazimierz Świtalski, Zygmunt Tomaszewski). W trakcie nauki w tej szkole pozostawał pod opieką Rudolfa Bielewicza z Dubiecka, a zamieszkiwał w Sanoku u kancelisty sądowego Ferdynanda Bernaczka, a potem z matką przy ulicy Rymanowskiej 206. Po maturze podjął studia we Lwowie. Jako student prawa w 1904 był członkiem Komitetu Młodzieży Polskiej w Sanoku. W 1904 został członkiem Czytelni Akademickiej we Lwowie. 19 marca 1905 został wybrany sekretarzem w zarządzie Akademickiego Koła „Eleuteria”.
Przed 1914 działał w organizacjach patriotyczno-niepodległościowych w Sanoku. Działał w Towarzystwie Młodzieży Polskiej „Znicz”, w styczniu 1906 został wybrany członkiem wydziału. Był członkiem sanockiego gniazda Polskiego Towarzystwa Gimnastycznego „Sokół” od 1912. Przed 1914 w Sanoku działał w organizacjach niepodległościowych: „Armii Polskiej” (jesienią został zaprzysiężony jako jeden z trzech członków Komendy Miejscowej AP w Sanoku; prócz niego Zygmunt Tomaszewski i Władysław Żarski; wszyscy trzej byli pracownikami w sferze prawa - sądownictwa bądź adwokatury; kurs podoficerski w 1912 ukończyli m.in. Jan Sadowski, Bolesław Mozołowski, Józef Smoleń, Edward Zegarski) oraz VII Polskiej Drużynie Strzeleckiej, w której był instruktorem terenoznawstwa. Po decyzji władz naczelnych Związku Polskich Towarzystw Gimnastycznych „Sokół” o militaryzacji związku w postaci tworzenia Stałych Drużyn Sokolich (również jako Sokole Drużyny Polowe) także w Sanoku w ramach sanockiego gniazda „Sokoła” powstała Stała Drużyna Sokola 29 czerwca 1913, jej komendantem został kpt. Franciszek Stok, a instruktorami szkolenia m.in. Bronisław Praszałowicz i Bolesław Mozołowski. W stopniu porucznika był członkiem i instruktorem Sanockiej Chorągwi Drużyn Bartoszowych, założonej 3 sierpnia 1911.
Od około 1913 był auskultantem przy C. K. Sądzie Obwodowym w Sanoku (analogicznie B. Mozołowski, Z. Tomaszewski, W. Żarski, Michał Drwięga).
Podczas I wojny światowej służył w c. i k. armii. W połowie 1915 jako podoficer 41 pułku piechoty został mianowany na stopień podporucznika rezerwy piechoty z dniem 1 lipca 1915. Był oficerem rezerwowym 41 pułku. Jesienią 1916 został awansowany na stopień porucznika rezerwy piechoty z dniem 26 września 1916 i był wówczas przydzielony z 41 pp do pułku żandarmerii pospolitego ruszenia. Do 1918 pozostawał oficerem rezerwowym 41 pp.
Dekretem Wodza Naczelnego Józefa Piłsudskiego z 19 lutego 1919 jako były oficer armii austro-węgierskiej został przyjęty do Wojska Polskiego z dniem 1 stycznia 1918 wraz z zatwierdzeniem posiadanego stopnia porucznika ze starszeństwem z dniem 29 września 1916 i rozkazem z tego samego dnia 19 lutego 1919 Szefa Sztabu Generalnego płk. Stanisława Hallera został przydzielony jako komendant 3 batalionu Strzelców Sanockich od 1 listopada 1918. Później został awansowany do stopnia kapitana w korpusie oficerów piechoty ze starszeństwem z dniem 1 czerwca 1919. W 1923, 1924 był oficerem rezerwowym w 82 pułku piechoty w garnizonie Brześć. W 1934 był zweryfikowany z lokatą 50 na liście starszeństwa oficerów rezerwy piechoty w stopniu kapitana. Był wówczas przydzielony do Powiatowej Komendy Uzupełnień Nowy Targ.
Jako aplikant 22 lipca 1919 został mianowany sędzią zapasowym w IX klasie rangi w okręgu Sądu Zapasowego we Lwowie (analogicznie B. Mozołowski i W. Żarski). Został funkcjonariuszem Policji Państwowej. Został awansowany do stopnia inspektora. Od 1 kwietnia 1922 był p.o. komendanta PP Okręgu IX Tarnopolskiego, po czterech miesiącach, od 1 sierpnia 1922 do 10 kwietnia 1923 był komendantem PP Okręgu IX Tarnopolskiego; później od 10 kwietnia 1923 do 31 maja 1930 pełnił funkcję komendanta PP Okręgu XVI Wileńskiego.
W 1928 zasiadł w zarządzie i został wiceprezesem wileńskiego oddziału Polskiego Towarzystwa Krajoznawczego. W latach 30. zamieszkał z rodziną w Zakopanem, gdzie przeżył wojnę..
Zmarł 15 maja 1971. Został pochowany na cmentarzu parafialnym przy ulicy Nowotarskiej w Zakopanem (kwatera F2-1-22). W jego grobowcu rodzinnym spoczęli też Maria Praszałowicz z domu Kloss (1894–1981) i Bronisław M. Praszałowicz (1916–2007). Symbolicznie upamiętniona została tamże Felicja Praszałowicz, (ur. 1879 również w Dolinie k. Stryja), która od 1910 była nauczycielką w Sanoku oraz udzielała się społecznie w tym mieście.

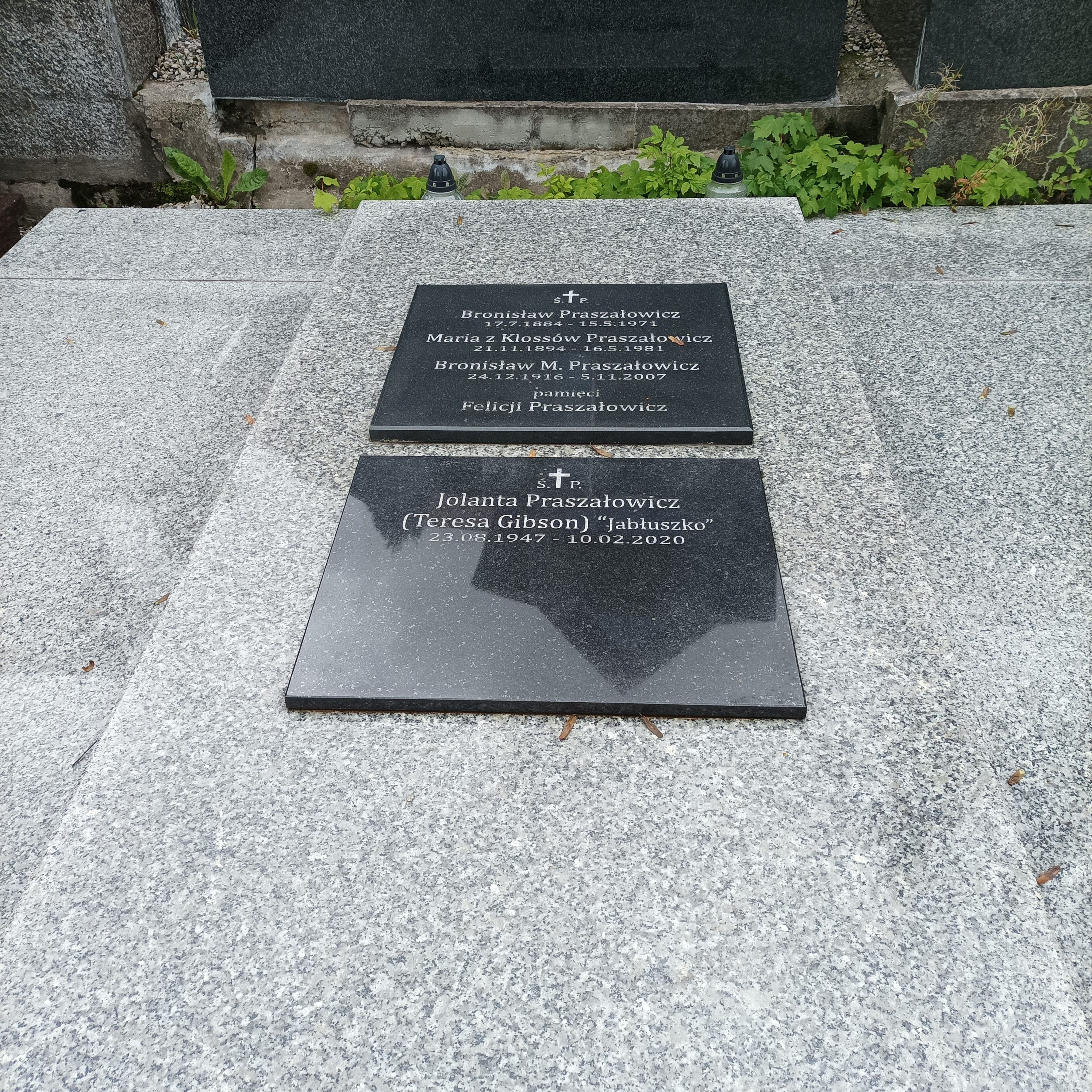
Grób Bronisława Praszałowicza na Nowym Cmentarzu w Zakopanem

## Ordery i odznaczenia
- Krzyż Kawalerski Orderu Odrodzenia Polski (2 maja 1923)[49][50]
- Złoty Krzyż Zasługi (10 listopada 1927)[51]
- Medal Niepodległości (9 października 1933)[52][d]
- Dyplom zasługi przyznany przez Zarząd Okręgu Wojewódzkiego LOPP (1936)[53]

- Krzyż Zasługi Wojskowej 3 klasy z dekoracją wojenną (Austro-Węgry, przed 1916)[23] i z mieczami (przed 1918)[28]
- Brązowy Medal Zasługi Wojskowej na wstążce Krzyża Zasługi Wojskowej (Austro-Węgry, przed 1917)[24] i z mieczami (przed 1918)[28]
- Złoty Medal Waleczności (Austro-Węgry, przed 1917)[24]
- Srebrny Medal Waleczności 1 klasy (Austro-Węgry, przed 1916)[23]
- Brązowy Medal Waleczności (Austro-Węgry, przed 1916)[23]
- Krzyż Wojskowy Karola (Austro-Węgry, przed 1918)[28]